# Aleksandar Pešić
Pour les articles homonymes, voir Pešić.
Aleksandar Pešić (en serbe en écriture cyrillique : Александар Пешић), né le 21 mai 1992 à Niš en République fédérale de Yougoslavie, aujourd'hui en Serbie, est un footballeur international serbe qui évolue au poste d'attaquant au Ferencváros TC.

## Biographie

### En club
Le 12 juin 2014, il s'engage pour cinq ans au Toulouse Football Club pour près de 800 000 euros.
Il marque son premier but avec son nouveau club le 22 septembre 2014 lors de la 7e journée de la Ligue 1, permettant à son équipe de gagner 3-0 sur le terrain du Stade rennais.
Pendant cette même saison, il est un acteur principal pour le maintien de son club en Ligue 1 grâce notamment à ses buts de grande importance contre le Stade de Reims (1-0, le 31 janvier 2015) et le Stade rennais (2-1, le 14 février).
Cependant, lors de la saison suivante (2015-2016), Aleksandar ne joue pas beaucoup et n'inscrit que 2 buts en faveur du TFC. De plus, il écope d'un carton rouge dès son premier match contre l'AS Saint-Etienne pour un tacle par derrière.
Le 27 juin 2017, il signe à l'Étoile rouge de Belgrade pour une durée de 3 ans pour 750 000 euros. Il y effectue une saison 2017-2018 pleine avec 51 matchs joués et 29 buts inscrits donc 25 en championnat, ce qui en fait le meilleur buteur de l'exercice. Dans le même temps le club est sacré champion avec une avance confortable : 60 points contre 43 pour son dauphin et rival le Partizan Belgrade.
Néanmoins à la fin de la saison il change de club et s'engage avec le club saoudien d'Al-Ittihad, un transfert qui rapporte 4,2 million d'euros au club serbe, soit près de six fois la somme investie l'été précédent.
En février 2019, Pešic est prêté au FC Séoul pour dix-huit mois avec option d'achat.

## Statistiques
| Saison                | Club                     | Championnat           | Championnat | Championnat | Coupe nationale | Coupe nationale | Coupe de la Ligue | Coupe de la Ligue | Supercoupe | Supercoupe | Compétition(s) continentale(s) | Compétition(s) continentale(s) | Compétition(s) continentale(s) | Total | Total |
| Saison                | Club                     | Division              | M.          | B.          | M.              | B.              | M.                | B.                | M.         | B.         | Comp.                          | M.                             | B.                             | M.    | B.    |
| 2007-2008             | Radnički Niš             | Prva Liga             | 1           | 0           | -               | -               | -                 | -                 | -          | -          | -                              | -                              | -                              | 1     | 0     |
| 2008-2009             | OFI Crète                | Super League          | 1           | 0           | 1               | 0               | -                 | -                 | -          | -          | -                              | -                              | -                              | 2     | 0     |
| 2009-2010             | OFI Crète                | Bêta Ethnikí          | 12          | 1           | -               | -               | -                 | -                 | -          | -          | -                              | -                              | -                              | 12    | 1     |
| Sous-total            | Sous-total               | Sous-total            | 13          | 1           | 1               | 0               | -                 | -                 | -          | -          | -                              | -                              | -                              | 14    | 1     |
| 2010-2011             | Sheriff Tiraspol         | Divizia Națională     | 11          | 5           | -               | -               | -                 | -                 | -          | -          | -                              | -                              | -                              | 11    | 5     |
| 2011-2012             | Sheriff Tiraspol         | Divizia Națională     | 23          | 14          | -               | -               | -                 | -                 | -          | -          | -                              | -                              | -                              | 23    | 14    |
| 2012-2013             | Sheriff Tiraspol         | Divizia Națională     | 24          | 7           | 3               | 1               | -                 | -                 | 1          | 0          | C1+C3                          | 3+2                            | 0                              | 33    | 8     |
| 2013-2014             | Sheriff Tiraspol         | Divizia Națională     | 1           | 0           | -               | -               | -                 | -                 | 1          | 0          | C1                             | 3                              | 0                              | 5     | 0     |
| Sous-total            | Sous-total               | Sous-total            | 59          | 26          | 3               | 1               | -                 | -                 | 2          | 0          | -                              | 8                              | 0                              | 72    | 27    |
| 2013-2014             | FK Jagodina              | SuperLiga             | 22          | 13          | 5               | 4               | -                 | -                 | -          | -          | -                              | -                              | -                              | 27    | 17    |
| 2014-2015             | Toulouse FC              | Ligue 1               | 34          | 6           | 1               | 0               | 1                 | 0                 | -          | -          | -                              | -                              | -                              | 36    | 6     |
| 2015-2016             | Toulouse FC              | Ligue 1               | 23          | 2           | 2               | 0               | 4                 | 0                 | -          | -          | -                              | -                              | -                              | 29    | 2     |
| Sous-total            | Sous-total               | Sous-total            | 57          | 8           | 3               | 0               | 5                 | 0                 | -          | -          | -                              | -                              | -                              | 65    | 8     |
| 2016-2017             | Atalanta Bergame (prêt)  | Serie A               | 6           | 0           | 1               | 1               | -                 | -                 | -          | -          | -                              | -                              | -                              | 7     | 1     |
| 2017-2018             | Étoile rouge de Belgrade | SuperLiga             | 35          | 25          | 3               | 3               | -                 | -                 | -          | -          | C3                             | 13                             | 1                              | 51    | 29    |
| 2018-2019             | Al-Ittihad               | Saudi Pro League      | 11          | 1           | 1               | 0               | -                 | -                 | -          | -          | -                              | -                              | -                              | 12    | 1     |
| 2019                  | FC Séoul (prêt)          | K League 1            | 25          | 10          | 1               | 0               | -                 | -                 | -          | -          | -                              | -                              | -                              | 26    | 10    |
| 2020                  | FC Séoul (prêt)          | K League 1            | 1           | 0           | -               | -               | -                 | -                 | -          | -          | -                              | -                              | -                              | 1     | 0     |
| Sous-total            | Sous-total               | Sous-total            | 26          | 10          | 1               | 0               | -                 | -                 | -          | -          | -                              | -                              | -                              | 27    | 10    |
| 2020-2021             | Maccabi Tel-Aviv         | Liga Ha'Al            | 23          | 10          | 2               | 0               | -                 | -                 | -          | -          | C3                             | 6                              | 1                              | 31    | 11    |
| 2021-2022             | Fatih Karagümrük SK      | Süper Lig             | 31          | 14          | -               | -               | -                 | -                 | -          | -          | -                              | -                              | -                              | 31    | 14    |
| 2022-2023             | Étoile rouge de Belgrade | SuperLiga             | 28          | 11          | 3               | 2               | -                 | -                 | -          | -          | C1+C3                          | 3+6                            | 2+1                            | 40    | 16    |
| 2023-2024             | Ferencváros TC           | OTP Bank Liga         | 18          | 6           | 2               | 2               | -                 | -                 | -          | -          | C4                             | 9                              | 4                              | 29    | 12    |
| 2024-2025             | Ferencváros TC           | OTP Bank Liga         | 5           | 0           | 1               | 0               | -                 | -                 | -          | -          | C1+C3                          | 4+4                            | 0                              | 14    | 0     |
| Sous-total            | Sous-total               | Sous-total            | 23          | 6           | 3               | 2               | -                 | -                 | -          | -          | -                              | 17                             | 4                              | 43    | 12    |
| Total sur la carrière | Total sur la carrière    | Total sur la carrière | 335         | 125         | 26              | 13              | 5                 | 0                 | 2          | 0          | -                              | 53                             | 9                              | 421   | 147   |

## Palmarès
- Avec le Sheriff Tiraspol :
  - Champion de Moldavie en 2012 et 2013 ;
  - Vainqueur de la Supercoupe de Moldavie en 2013.
- Avec l'Étoile rouge de Belgrade :
  - Champion de Serbie en 2018 et 2023
  - Coupe de Serbie en 2023
- Avec Ferencváros TC :
  - Champion de Hongrie en 2024